# CCTV-8
CCTV-8 is een televisiezender van de Chinese publieke omroep China Central Television. De zender is gericht op televisieseries en zendt 24 uur per dag uit.  De meeste televisieseries zijn gemaakt door mediabedrijven in de Volksrepubliek China. Ook zijn vrijwel alle series gemaakt in het Standaardmandarijn. Series die niet in deze taal zijn gemaakt, worden nagesynchroniseerd. Veelvoorkomende genres van de Chinese series zijn Tweede Chinees-Japanse Oorlog, Chinese Burgeroorlog, leger van de Volksrepubliek China, republikeinse periode, Chinese Keizerrijk en het platteland. Buitenlandse series komen vooral uit Zuid-Korea.
De televisieserieszender begon op 3 mei 1999 met uitzenden. Daarvoor was CCTV-8 nog een televisiezender die voornamelijk cultuur- en kunstprogramma's uitzond. Vanaf eind 2012 is de zender te zien als HD-zender.